# Адміністративний поділ Москви
Територіальний поділ Москви — система територіальних одиниць в межах кордонів міста. Територіальними одиницями Москви є адміністративні округи, райони та поселення, які мають найменування та кордони, закріплені правовими актами міста.

Адміністративні округи Москви:
1. Центральний адміністративний округ
2. Північний адміністративний округ
3. Північно-Східний адміністративний округ
4. Східний адміністративний округ
5. Південно-Східний адміністративний округ
6. Південний адміністративний округ
7. Південно-Західний адміністративний округ
8. Західний адміністративний округ
9. Північно-Західний адміністративний округ
10. Зеленоградський адміністративний округ
11. Новомосковський адміністративний округ
12. Троїцький адміністративний округ

- Адміністративний округ — територіальна одиниця міста Москви, утворена для адміністративного управління відповідною територією, включає в себе декілька районів або поселень міста. Кордони адміністративного округу не можуть перетинати меж районів або поселень.
- Район — територіальна одиниця Москви, утворена з урахуванням історичних, географічних, містобудівних особливостей відповідних територій, чисельності населення, соціально-економічних характеристик, розташування транспортних комунікацій, наявності інженерної інфраструктури та інших особливостей території.
- Поселення — територіальна одиниця Москви, утворена на територіях, які включено до складу Москви у 2012 році після реалізації проекту розширення її території.

## Історія
Територіальний поділ Москви на райони та округи значно відрізняється від класичного поділу міст на райони, яке характеризує крупні міста колишнього СРСР.
У XVIII та XIX сторіччі Москва ділилася на так названі «частини». Їх кількість не була постійною, однак була в межах від 14 до 20.
У 1916 року частина «міських частин», які були на самій околиці міста була перетворена в «приміські ділянки».
Після Жовтневої революції Москва була спочатку поділена на 44 так звані «комісаріатські ділянки».
Потім Рада Робочих депутатів поділила Москву, яка тоді була набагато меншою за площею, ніж нині, на 8 районів.
Таке було підпільне районування міста у більшовиків.
Кількість районів часто змінювалась, і у 1920 році їх було сім.
У квітні 1936 року площа Москви різко збільшилася. Кількість районів збільшилася з 10 до 23. Багато навколишніх районів увійшло до складу міста.
Протягом кількох десятиріч одні райони об'єднувались, інші — відокремлювались у самостійні.
У 1960-х роках Москва мала у своєму складі 30 районів.
Райони були двох категорій: центральні і на околицях. Протягом кількох десятиріч кількість районів значно не змінювалась.
Деякі районі були перейменовані. На 1988 рік Москва містила 33 райони.
У 1991 році Москва зазнала адміністративно-територіальних змін. З'явилися округи та муніципальні райони. Деякі райони були ліквідовані.
Сучасна дворівнева система була створена у 1995 році, коли райони (в радянському розумінні) були остаточно ліквідовані. На їхньому місці з'явилися нові райони, які були включені до складу округів. Така система і понині існує.
До 1 липня 2012 Москві мала 125 районів і 10 адміністративних округів. З 1 липня 2012, після розширення території Москви, було утворено 2 нових адміністративних округи (Новомосковський і Троїцький), й у складі них 21 поселення.

## Адміністративні округи Москви
Адміністративні округи Москви створено в 1991. Адміністративні округи поділяються на райони та поселення (спершу на муніципальні округи).
Статус адміністративних округів визначають Статут міста Москва, акти Мера Москви й Уряду Москви. Округами керують префекти.
Список адміністративних округів Москви
| Адміністративний округ | Площа, га (01.07.2012) | % від загальної площі | Місце за площею | Населення, чол. (01.01.2014) | % від загального населення | Місце по населенням | Щільність населення чол./км² (01.01.2014) | Місце за щільністю населення |
| ---------------------- | ---------------------- | --------------------- | --------------- | ---------------------------- | -------------------------- | ------------------- | ----------------------------------------- | ---------------------------- |
| Центральний            | 6617,55                | 2,62%                 | 11              | 757137                       | 6,25%                      | 9                   | 11441                                     | 5                            |
| Північний              | 11372,60               | 4,50%                 | 7               | 1141913                      | 9,43%                      | 7                   | 10041                                     | 7                            |
| Північно-Східний       | 10188,30               | 4,03%                 | 9               | 1398481                      | 11,55%                     | 4                   | 13726                                     | 1                            |
| Східний                | 15483,55               | 6,13%                 | 3               | 1489765                      | 12,30%                     | 2                   | 9622                                      | 8                            |
| Південно-Східний       | 11755,97               | 4,65%                 | 6               | 1352303                      | 11,17%                     | 5                   | 11503                                     | 4                            |
| Південний              | 13177,29               | 5,22%                 | 5               | 1754613                      | 14,49%                     | 1                   | 13315                                     | 2                            |
| Південно-Західний      | 11136,22               | 4,41%                 | 8               | 1407331                      | 11,62%                     | 3                   | 12637                                     | 3                            |
| Західний               | 15303,43               | 6,06%                 | 4               | 1333813                      | 11,02%                     | 6                   | 8716                                      | 9                            |
| Північно-Західний      | 9328,10                | 3,69%                 | 10              | 973629                       | 8,04%                      | 8                   | 10438                                     | 6                            |
| Зеленоградський        | 3719,99                | 1,47%                 | 12              | 229926                       | 1,90%                      | 10                  | 6181                                      | 10                           |
| Троїцький              | 108434,00              | 42,92%                | 1               | 103365                       | 0,85%                      | 12                  | 95                                        | 12                           |
| Новомосковський        | 36136,00               | 14,30%                | 2               | 165981                       | 1,37%                      | 11                  | 459                                       | 11                           |
| Уся Москва             | 252653                 | 100,00%               |                 | 12108257                     | 100,00%                    |                     | 4792                                      |                              |

## Райони Москви

### Центральний адміністративний округ
- Арбат
- Басманний
- Замоскворіччя
- Красносільський
- Мещанський
- Пресненський
- Таганський
- Тверський
- Хамовники
- Якиманка

### Північний адміністративний округ
- Аеропорт
- Беговий
- Бескудніковський
- Войковський
- Східне Дегуніно
- Головинський
- Дмитровський
- Західне Дегуніно
- Коптєво
- Лівобережний
- Молжаніновський
- Савеловський
- Сокіл
- Тимирязевський
- Ховріно
- Хорошевський

### Північно-Східний адміністративний округ
- Олексіївський
- Алтуф'євський
- Бабусинський
- Біберево
- Бутирський
- Ліанозово
- Лосіноостровський
- Марфіно
- Мар'їна Роща
- Останкінський
- Отрадне
- Ростокіне
- Свіблово
- Північний
- Північне Медведково
- Південне Медведково
- Ярославський

### Східний адміністративний округ
- Богородське
- Вешняки
- Східний
- Східне Ізмайлово
- Гольяново
- Івановське
- Ізмайлово
- Косіно-Ухтомський
- Метрогородок
- Новогіреєво
- Новокосіно
- Перово
- Преображенське
- Північне Ізмайлово
- Соколіна Гора
- Сокільники

### Південно-Східний адміністративний округ
- Вихіно-Жулебіно
- Капотня
- Кузьмінки
- Лефортово
- Любліно
- Мар'їно
- Некрасовка
- Нижньогородський
- Печатники
- Рязанський
- Текстильщики
- Південнопортовий

### Південний адміністративний округ
- Бірюлево Східне
- Бірюлево Західне
- Братеєво
- Даниловський
- Донський
- Зябліково
- Москворіччя-Сабурове
- Нагатіно-Садовники
- Нагатинський Затон
- Нагорний
- Орехове-Борисове Північне
- Орехове-Борисове Південне
- Царицино
- Чертаново Північне
- Чертаново Центральне
- Чертаново Південне

### Південно-Західний адміністративний округ
- Академічний
- Гагарінський
- Зюзіно
- Коньково
- Котловка
- Ломоносовський
- Обручевський
- Північне Бутово
- Теплий Стан
- Черемушки
- Південне Бутово
- Ясенево

### Західний адміністративний округ
- Дорогомілово
- Внуково
- Крилатське
- Кунцеве
- Можайський
- Ново-Передєлкіно
- Очаково-Матвеєвське
- Проспект Вернадського
- Раменкі
- Сонцево
- Тропарево-Нікуліно
- Філевський Парк
- Філі-Давидкове

### Північно-Західний адміністративний округ
- Куркіно
- Мітіно
- Покровське-Стрєшневе
- Північне Тушино
- Строгіно
- Хорошово-Мневніки
- Щукіно
- Південне Тушино

### Зеленоградський адміністративний округ
Взагалі, Зеленоград є анклавом Москви і не межує з іншими округами міста.
- Матушкіно
- Савелкі
- Старе Крюково
- Силіно
- Крюково

### Новомосковський адміністративний округ
- Внуково
- Філімонківський
- Коммунарка
- Щербинка

### Троїцький
- Бекасово
- Вороново
- Краснопахорський
- Троїцьк

## Поселення Москви

### Новомосковський адміністративний округ
- 11 поселень:
- Внуковське
- Марушкінське
- Філімонківське
- «Мосрентген»
- Сосенське
- Воскресенське
- Десенівське
- Рязановське
- Кокошкіно
- Московський
- Щербинка

### Троїцький
- 10 поселень:
- Новофедоровське (центр — Яковлевське)
- Первомайське (центр — Птичне)
- Київський (центр — Київський)
- Щаповське (центр — Щапово)
- Краснопахорське (центр — Красна Пахра)
- Кленовське (центр — Кленово)
- Михайлово-Ярцевське (центр — Шишкін Лєс)
- Вороновське (центр — ЛМС)
- Роговське (центр — Рогово)
- Троїцьк (центр — Троїцьк)